# ディグダグII
『ディグダグII』（ディグダグ・ツー）は、1985年3月12日にナムコ（現・バンダイナムコエンターテインメント）から発売されたアーケード用固定画面アクションゲーム。
同社のアーケードゲーム『ディグダグ』（1982年）の続編。本作では「戦略的島崩しゲーム」と銘打ち、「舞台となる小さな島の表面にひびを入れて崩し、崩落に敵を巻き込んで倒す」というスタイルに変更された。開発はナムコ開発一課が行い、音楽は前作に引き続き慶野由利子と今作は小沢純子も担当している。

## ゲーム内容

### システム
4方向レバー（移動および各種方向指定）と2つのボタンを使用して、ディグダグを操作する。本作では杭の打ち込まれた小島を見降ろし視点でプレイする仕様。
ボタンの一方は前作の銛&ポンプの機能で、打ち込んで敵の動きを止め、打ち込んだ後に膨らませて破裂させ、敵を倒せる。
もう一方は、島上にある杭の上にディグダグがいる状態で押すと、上下左右のいずれかの方向の地面に亀裂が入る。亀裂によって島を2つに分断すると、面積の小さい方が崩落し、その上にいる敵を海に落として倒せる。一度に大量の敵をまとめて落とすと高得点が得られる。ただし、崩落するまでにディグダグが脱出しないと巻き込まれてミスとなる。
前作では敵が残り1匹になると撤退行動を行っていたが、本作では一定時間経過後に、残り数に関係なく順次海へ身投げして撤退する。

### アイテム
ベジタブルターゲット
3回崩落させることで出現する。出現位置はランダム。
魚
ファミコン版にのみ登場する。1ブロック分だけ崩落させると海面から跳ね上がり、ドリルシュートで突くと得点になる。通常は赤色の魚で500点だが、ごくまれに出現する紫色の魚は5000点である。
スペシャルフラッグ
ファミコン版にのみ登場する。ベジタブルターゲットを出現させ、5回連続海へ落とせば出現し、取れば残り人数が1人増える。ただしベジタブルターゲットの出現位置がランダムであるため、場所によっては海に落とせない状態もある。

## キャラクター
登場キャラクターは前作と同様。
ディグダグ（DIGDUG）
主人公。シュートボタンを押すと向いている方向にドリルの先端を放つ。敵にドリルを刺した後、ボタンを押してポンプで膨らませて破裂（プクプクポン）させて倒せる。杭の上をドリルボタンで向いてる方向にひびが割れ、ひびで島を分断すると面積の小さい方が崩落する（ガケクズシ）。敵に触れる、火炎で焼かれる、崩落した島と一緒に海へ落ちることでミスになる。
プーカ（POOKA）
ゴーグル型の水中眼鏡を掛けた風船のモンスター。基本的には陸上を移動しているが、時々「目変化（めへんげ）」してひび割れをすり抜け直接主人公に向かってくる。なお、目変化の状態になると移動力は格段に落ちるほか、前作と異なり一度目変化の状態になると主人公がそこから別の場所へ移動しても横または縦の一方向にしか進まず、渡り切るまで途中で方向転換することは無い。これは下記のファイガーも同様。
ファイガー（FYGAR）
背びれが光った後に左右に向いている方向へ火炎を放つ緑色の怪獣。火炎はひび割れを通り抜け、主人公は当たるとミスとなる。プーカ同様に陸上移動と目変化をし、主人公に向かってくる。火炎の射程が主人公のドリルシュートより長いため、横から接近するとドリルシュートが届かないところで火炎を浴びる危険が高い。その代わり、横から破裂させると通常の倍の得点が入る。なお前作では地層の深さで得点も比例して上がっていたが、本作ではそれが無く一律している。

## 移植版
| No. | タイトル                                                                               | 発売日                                     | 対応機種                                                          | 開発元          | 発売元            | メディア                                        | 型式                                   | 備考                                                  | 出典                        |
| --- | -------------------------------------------------------------------------------------- | ------------------------------------------ | ----------------------------------------------------------------- | --------------- | ----------------- | ----------------------------------------------- | -------------------------------------- | ----------------------------------------------------- | --------------------------- |
| 1   | ディグダグII Dig Dug II - Trouble in Paradise                                          | 1986年4月18日 1989年12月15日               | ファミリーコンピュータ                                            | ナムコ          | ナムコ バンダイ   | 320キロビットロムカセット                       | NDDII-4500 NES-I2-USA                  |                                                       |                             |
| 2   | ディグダグII                                                                           | 1990年8月31日                              | ディスクシステム                                                  | ナムコ          | ナムコ            | ディスクカード片面                              | NDS-DD2                                |                                                       |                             |
| 3   | ビデオゲームアンソロジーVol.12 ディグダグI & II                                        | 1995年2月24日                              | X68000                                                            | 電波新聞社      | マイコンソフト    | フロッピーディスク                              | DP-3205037                             | 『ディグダグ』と同時収録                              |                             |
| 4   | ナムコヒストリー Vol.3                                                                 | 1998年6月9日                               | Windows                                                           | ナムコ          | ナムコ            | CD-ROM                                          | NMC-2011                               | アーケード版の移植                                    |                             |
| 5   | ディグダグII                                                                           | 2004年8月2日                               | 256Kアプリ対応機種 （Vアプリ）                                    | ウインドリーム  | ナムコ            | ダウンロード （アプリキャロットナムコ）         | -                                      |                                                       | [ 2 ]                       |
| 6   | ディグダグII                                                                           | 2004年8月6日                               | iアプリ                                                           | ウインドリーム  | ナムコ            | ダウンロード （アプリキャロットナムコ）         | -                                      |                                                       | [ 3 ] [ 4 ] [ 5 ]           |
| 7   | Namco Museum Battle Collection Namco Museum Battle Collection ナムコミュージアム Vol.2 | 2005年2月24日 2005年12月9日 2006年2月23日  | PlayStation Portable                                              | ナムコ          | ナムコ SIE ナムコ | UMD                                             | ULUS-10035 UCES-00116 ULJS-00047       | アーケード版の移植                                    |                             |
| 8   | ディグダグII                                                                           | 2006年4月26日                              | BREW対応機種 （EZアプリ）                                         | ウインドリーム  | ナムコ            | ダウンロード （ナムコEZゲームス）               | -                                      |                                                       | [ 6 ] [ 7 ]                 |
| 9   | ナムコミュージアムDS                                                                   | 2007年9月18日 2007年10月11日 2008年2月29日 | ニンテンドーDS                                                    | M2              | バンナム          | DSカード                                        | NTR-YNME-USA NTR-YNMJ-JPN NTR-YNMP-EUR | アーケード版の移植                                    |                             |
| 10  | ナムコミュージアム バーチャルアーケード                                                | 2008年11月4日 2009年5月15日 2009年11月5日  | Xbox 360                                                          | バンナム        | バンナム          | DVD-ROM                                         | 21022 2RD-00001                        | アーケード版の移植                                    |                             |
| 11  | ディグダグII                                                                           | 2009年10月20日                             | Wii                                                               | バンナム        | バンナム          | ダウンロード （バーチャルコンソールアーケード） | -                                      | アーケード版の移植                                    | [ 8 ] [ 9 ]                 |
| 12  | Namco Museum Megamix                                                                   | 2010年11月16日                             | Wii                                                               | バンナム        | バンナム          | Wii用12cmディスク                               | -                                      | アーケード版の移植                                    |                             |
| 13  | ディグダグII                                                                           | 2016年9月7日                               | Wii U                                                             | バンナム        | バンナム          | ダウンロード （バーチャルコンソール）           | -                                      | ファミリーコンピュータ版の移植                        | [ 10 ] [ 11 ]               |
| 14  | NAMCO MUSEUM ARCHIVES Vol.2                                                            | INT 2020年6月18日                          | Nintendo Switch（日本国外） PlayStation 4 Xbox One Windows(Steam) | B.B.スタジオ M2 | バンナム          | ダウンロード                                    | -                                      | ファミリーコンピュータ版を収録                        |                             |
| 15  | ファミリーコンピュータ Nintendo Switch Online                                          | 2022年3月31日                              | Nintendo Switch                                                   | 任天堂          | 任天堂            | ダウンロード                                    | -                                      | ファミリーコンピュータ版の移植                        | [ 12 ] [ 13 ] [ 14 ] [ 15 ] |
| 16  | ディグダグII                                                                           | 2023年4月13日                              | PlayStation 4 Nintendo Switch                                     | ナムコ          | ハムスター        | ダウンロード (アーケードアーカイブス)           | -                                      | アーケード版の移植 OLDバージョン、NEWバージョンを収録 | [ 16 ] [ 17 ] [ 18 ] [ 19 ] |

ファミリーコンピュータ版
1986年4月19日に「ナムコット ファミリーコンピュータゲームシリーズ」第14弾として発売された。中間デモのディグダグシアター、BGM、島を1ブロック崩すと出る魚、スペシャルフラッグ、夜間の背景のラウンドや地面のカラーの追加、広大なラウンドでは開始前にスクロールして全景を見せるなどが追加された。また、FC版では全72ステージの構成となっている。
1990年8月31日にはファミリーコンピュータ ディスクシステム書き換え専用としても発売。
また、2016年9月7日にはWii Uバーチャルコンソール用ソフトとして配信され、2020年発売の『NAMCO MUSEUM ARCHIVES Vol.2』にはファミコン版が収録された。
X68000版
1995年発売。電波新聞社より発売の『ビデオゲームアンソロジーVol.12 ディグダグ I&II』に初代と同時収録で移植された。
Windows版
1998年発売。『ナムコヒストリー Vol.3』に収録。生産終了後はナムコチャンネル for Sony Style、ナムコチャンネル for VAIOにてダウンロード販売が行われていたが、2007年6月28日に終了。
食玩版（Windows用CD-ROM付き玩具菓子）
2005年にカバヤ食品より発売の『ゲーム伝説』に、1〜3・5・7〜8・10面のみ収録されたバージョンのCD-ROMが食玩の付属物として製作された。本作を含めた5タイトルがあり、中身は任意に選べない仕様だった。復刻版のインストラクションカードや、すがやみつるのコメントなども付属していた。また、発売当時は公式サイト（現在は閉鎖）でハイスコアランキングも行われていた。
PlayStation Portable版
2006年2月23日発売の『ナムコミュージアム Vol.2』に収録。
ニンテンドーDS版
2007年10月11日発売された『ナムコミュージアムDS』に収録。開発はM2。デフォルトではNEWバージョンのみだが、OLDバージョンも収録されており、マニアックオプションからアンロックできる。また縦画面モードなど様々な画面モードやライブモードも実装されている。その他にもゲーム中に自由に説明を見ることができたり、インストラクションカードや当時のチラシの画像やプレイのヒントなどが資料館モードに収録。
Wii版
2009年10月20日より『バーチャルコンソール アーケード』で配信開始（2019年1月31日をもって購入不可になった）。
Xbox 360版
2009年11月5日発売の『ナムコミュージアム バーチャルアーケード』に収録。
アーケードアーカイブス版
アーケードアーカイブスの1作品として2023年4月13日にPlayStation 4とNintendo Switchにて配信。OLDバージョンとNEWバージョンを収録。「こだわり設定」にて起動画面の表示、ゲームスピードの調整、ラウンドセレクト、スコア上限を9,999,900に変更するといった事を設定できる。

## 評価
| 項目 | キャラクタ | 音楽 | 操作性 | 熱中度 | お買得度 | オリジナリティ | 総合  |
| 得点 | 3.32       | 2.99 | 2.93   | 2.87   | 2.85     | 3.04           | 18.00 |

ゲーム誌『ファミリーコンピュータMagazine』の読者投票による「ゲーム通信簿」での評価は別記の通り18.00点（満30点）となっている。